# Albrecht-Dürer-Schule Grund- und Werkrealschule Neckargartach
Die Albrecht-Dürer-Schule Grund- und Werkrealschule Neckargartach (ADS) ist eine Grund- und Werkrealschule im Heilbronner Stadtteil Neckargartach, die nach Plänen des Architekten Wilhelm Hagner gebaut und am 22. Oktober 1956 eingeweiht worden ist. Sie gilt als Brennpunktschule.

## Geschichte
Im Januar 1955 beschloss die örtliche Kommunalverwaltung den Neubau einer Schule für 1,6 Millionen DM. Die 1956 fertiggestellte Schule wurde nach Albrecht Dürer benannt. Neben der technischen Neuheit einer Schuhreinigungsmaschine, waren auch namhafte Künstler wie Wilhelm Schäffer (Mosaik am Brunnen), Walter Maisak (Drahtplastik am Westgiebel, Sämann mit Zugvögel) und Bruno Velten (die Sonnenuhr auf der Südseite des Schulgebäudes) beteiligt. Die Heilbronner Stimme von 1956 schrieb dazu:

„Auch vor dem großen überdachten Haupteingang ist eine besondere Neuheit zu entdecken, die mit dem Spielbetrieb der Kinder rechnet und nach Erfahrungen an anderen Orten dem Reinigungspersonal viel Arbeit erspart. Es ist eine Schuhreinigungsmaschine, deren rotierende Borsten angefeuchtet werden und so verhindern, daß die von ihnen bearbeiteten Schuhe den Dreck in die Schule tragen. Für die künstlerische Ausgestaltung wurden drei Heilbronner Künstler herangezogen. Von Wilhelm Schäffer stammt das große Mosaik am Brunnen. Walter Maisak gestaltete die Drahtplastik am Westgiebel, einen Sämann mit Zugvögeln, worin eine Anspielung auf den Sinn der Schule zu sehen ist, eine Saat in die Kinderherzen zu legen. Ebenso wurde von ihm das Wandbild in der Treppenhalle geschaffen, das eine symbolische Wiedergabe unseres Planetensystems darstellt. Die Sonnenuhr auf der Südseite des Hauptbaues ist das Werk von Bruno Velten....Hoch liegt die neue Schule über Neckargartach. Durch ihre beherrschende Lage und ihre moderne Linienführung wurde sie zum Wahrzeichen dieses Stadtteils.“

Der Neckargartacher Bürgermeister Haspel begrüßte „das verspätete Versöhnungsgeschenk des Bräutigams Heilbronn an die Braut Neckargartach“ (1938 war Neckargartach nach Heilbronn eingemeindet worden). 1961 wurde die Schule mit dem Bau der Turnhalle vervollständigt. Die Schule fand durch ihre Veranstaltungen Beachtung in der Öffentlichkeit, so durch die Serenadenabende, die der Gesangs- und Musikverein zusammen mit den Schülern gestaltete. Zur 1200-Jahr-Feier Neckargartachs im Jahre 1967 leisteten die Schüler einen Beitrag mit dem lebendigen Geschichtsunterricht. 1970 wurden an der Schule 1040 Schüler von 40 Lehrern unterrichtet.
In den 1980er Jahren kooperierte die Schule mit Abteilungen des VfL Neckargartach, Kindergärten und der Sonderschule für Lernbehinderte in der Leinbachschule. Die Albrecht-Dürer-Schule nahm auch am „erweiterten Bildungsangebot“ teil, innerhalb dessen sich die Schüler am Naturschutz beteiligen konnten. Seit 1988 existiert der „Förderkreis Albrecht-Dürer-Schule“. 2000 wurde die Ganztagesschule eingeführt, für die die Schule baulich erweitert wurde. Sport und soziale Kompetenzen wurden in das neue Schulprofil aufgenommen. Die von den Schülern gemeinschaftlich durchgeführten Sonderaufgaben werden im Abschlusszeugnis ausgewiesen.

### Schulsozialarbeit
Im Schuljahr 2003/2004 begann die Schulsozialarbeit mit dem vorbeugenden Jugendhilfeprojekt „Sozialtraining Eingangsklasse Grundschule“ (STEG). Die Rahmenkonzeption wurde von der Kommunalverwaltung und dem Staatlichen Schulamt ausgearbeitet. Das Projekt für Schüler der ersten und der zweiten Klasse wird zusammen mit den Klassenlehrern und den Sozialpädagogen sowie der Sozialarbeiterin durchgeführt und dauert das gesamte Schuljahr mit etwa 30 wöchentlichen Einheiten. Dabei wird die Klasse aufgeteilt, um individueller auf einzelne Schüler eingehen zu können.

### Sportliche Erfolge
- Im Schulmannschaftswettbewerb Jugend trainiert für Olympia in der Altersklasse WK III erreichten die Schülerinnen der Albrecht-Dürer-Schule 1978 das Bundesfinale Handball in Berlin.
- 2005 wurde die Mädchenmannschaft der Albrecht-Dürer-Schule Landesmeister bei Jugend trainiert für Olympia als beste Handballschulmannschaft an Hauptschulen in Baden-Württemberg.[4]